# Ośrodek Zapasowy Pomiarów Artylerii nr 1
Ośrodek Zapasowy Pomiarów Artylerii nr 1 – oddział artylerii Wojska Polskiego II RP z okresu kampanii wrześniowej.
Ośrodek Zapasowy Pomiarów Artylerii nr 1 nie występował w pokojowej organizacji Wojska Polskiego. Był jednostką formowaną zgodnie z planem mobilizacyjnym „W” w Rembertowie, w II rzucie mobilizacji powszechnej, w czasie X+5. Jednostką mobilizującą był 2 dywizjon pomiarów artylerii.

## Historia i formowanie
W ramach mobilizacji powszechnej w jej II rzucie z kadry i nadwyżek rezerwistów oraz żołnierzy służby czynnej: 2 dywizjonu pomiarów artylerii, 1 dywizjonu pomiarów artylerii  i 2 samodzielnej baterii pomiarów artylerii, miał być zmobilizowany Ośrodek Zapasowy Pomiarów Artylerii nr 1. Ośrodek ten miał za zadanie przeszkolenie uzupełnień i formowanie uzupełnień marszowych dla istniejących baterii pomiarów artylerii oraz sformowanie do sześciu nowych baterii pomiarów artylerii dla odwodu Naczelnego Wodza.
Etat OZPA nr 1 według planu mobilizacyjnego przewidywał:
- dowództwa ośrodka zapasowego
- bateria gospodarcza
- 1 bateria wzrokowo-dźwiękowa
- 1 bateria topograficzno-ogniowa
- 1 bateria specjalistów[2].

Po odjeździe z 2 dywizjonu pomiarów artylerii sformowanych w mobilizacji alarmowej i powszechnej baterii na terenie koszar pozostał Oddział Nadwyżek Mobilizacyjnych 2 dpa, lecz ze względu na nierozbudowaną jeszcze bazę magazynową i koszarową nowo budowanych obiektów dla 2 dpa zaistniała potrzeba dostarczenia z magazynów i składnic Okręgu Korpusu nr I sprzętu mobilizacyjnego i kwatermistrzowskiego dla formowanego ośrodka. Zupełny brak własnych środków transportu początkowo uniemożliwiał podjęcie prac organizacyjnych. Użyczenie na dwa dni kolumny samochodów ciężarowych przez dowódcę pułku strzelców pieszych ppłk dypl. Zenona Wzacnego pozwoliło zwieźć cały materiał mobilizacyjny do Wesołej. Równolegle do mobilizacji ośrodka trwała jeszcze mobilizacja z jego zasobów ostatniej 7 baterii pomiarów artylerii, ostatecznie zakończono jej mobilizację 7 września. 4 września do organizowanego OZPA dołączył pierwszy rzut. Oddziały Zbierania Nadwyżek 1 dpa z Torunia pod dowództwem kpt. Stanisława Samborskiego. Ze zmobilizowanych zasobów OZN 1 dpa miały zostać sformowane trzy baterie pomiarów artylerii pod dowództwem: mjr. Albina Pająka, kpt. Stanisława Samborskiego i kpt. Romana Rogowskiego. Z zasobów osobowych i materiałowych OZN 2 dpa miały zostać sformowane trzy następne baterie. 1 września 1939 z koszar w Toruniu wyjechał transport kolejowy zawierający część żołnierzy OZN 1 dpa z zawiązkami trzech planowanych do sformowania baterii w ilości 15 oficerów, 90 podoficerów i szeregowców, 70 koni z dużą ilością uzbrojenia, sprzętu pomiarowego i materiałów kwatermistrzowskich. Z uwagi na zniszczenia szlaków kolejowych, transport ten przybył dopiero 4 września do Wesołej i został włączony do planowanych czynności mobilizacyjnych. 6 września do OZPA nr 1 w Wesołej dotarł kpt. Mieczysław Maciejowski i st. ogn. Ulatowski z informacją o rozbiciu transportu i jego marszu pieszym do Wesołej .

## Działania bojowe

### Oddział Zbierania Nadwyżek 1 dywizjonu pomiarów artylerii
W Toruniu w koszarach 1 dpa przygotowano do ewakuacji następny transport kolejowy. 3 września o godz.22.00 prowadzono załadunek mienia, sprzętu i pozostałego składu osobowego nadwyżek. O godz. 6.00 4 września transport kolejowy wyruszył do siedziby OZPA nr 1 w Wesołej. W transporcie przemieszczało się 15 oficerów, 100 podoficerów i szeregowców, 100 koni i resztę sprzętu, pod dowództwem płk. Karola Steuera. O godz.9.00 w rejonie Nieszawy transport został zaatakowany przez 9 samolotów nurkujących. W wyniku ataku lotniczego trafiono wieloma bombami w wagony i lokomotywę. Polegli płk Karol Steuer, mjr Albin Pająk, kpt. Roman Rogowski, ppor. Feliks Cichocki i ppor. Sołtan i około. 20 szeregowych. Ciężko rannych zostało kilkunastu podoficerów i szeregowców oraz ppor. Bohdan Tworzyjański. Stracono ok. 20 koni i część sprzętu. Uciekających żołnierzy ostrzeliwały samoloty, a następnie niemieccy dywersanci. W trakcie obławy złapano 9 dywersantów, w tym kobietę. Po odesłaniu rannych do Włocławka i wyładowaniu ocalałego sprzętu pod dowództwem kpt. Mikołaja Pac-Pomarnackiego pomaszerowano pieszo w kierunku Wesołej. Przy rozbitym transporcie pozostała do ochrony drużyna por. Kazimierza Hejdy. 9 września nadwyżki dywizjonu osiągnęły okolice Błonia. Z uwagi na zajęcie okolicy przez wojska niemieckie, oddział kpt. Pac-Pomarnackiego pomaszerował przez Puszczę Kampinoską do Nowego Dworu Mazowieckiego, a dalej do Wesołej, gdzie przybył 10 września. Na miejscu w koszarach OZPA nr 1 w Wesołej pozostała drużyna wartownicza ochrony koszar z oficerem; ośrodek wymaszerował na wschód kraju. Por. Hejda wraz z żołnierzami uruchomił transport i po naprawionych torach doprowadził go do Błonia, gdzie 8 września został zaatakowany przez niemieckie 4 samochody pancerne. 11 września pieszo przez Puszczę Kampinoską i Młociny dotarł do Wesołej. 14 września oddział kpt. Pac-Pomarnackiego w całości ewakuował się z Wesołej do Warszawy i biwakował w Łazienkach. 26 września żołnierze oddziału weszli w skład kompanii piechoty sformowanej z żołnierzy pomiarów artylerii por. Krystiana Douglasa. Mała grupa z ppor. Edwardem Krupowiczem weszła w skład dywizjonu artylerii mjr. dypl. Zielonki. 28 września kompania złożyła broń i skapitulowała wraz z garnizonem Warszawy.

### Ośrodek Zapasowy Pomiarów Artylerii nr 1
7 września z uwagi na zagrożenie podejścia jednostek niemieckich ppłk Kleiber, otrzymał z Komendy Garnizonu Rembertów rozkaz ewakuacji na wschód. W koszarach w Wesołej pozostał pododdział por. M. Rudzińskiego, który miał oczekiwać na resztę nadwyżek z 1 dpa i wysłane w teren komisje poborowe koni i wozów. Po przybyciu oczekiwanych jednostek 10 i 11 września por. Michał Rudziński podporządkował się kpt. Pac-Pomarnickiemu i 14 września odmaszerował do Warszawy.
OZPA r 1 wyruszył z Wesołej 7 września o godz. 20.00 w kierunku wschodnim.  W marszu pieszo-konnym wraz z ośrodkiem zapasowym maszerowała 7 bpa, natomiast część żołnierzy ośrodka poruszała się pojazdami mechanicznymi wraz z dowódcą ośrodka. Ośrodek zapasowy maszerował przez Okuniew, Dębe Wielkie, Mińsk Maz., Siennicę, Maciejewo, poszukując dowództwa OK I ustalono, iż ewakuował się do Kowla, więc OZPA nr 1 w tym kierunku maszerował. W lesie w pobliżu stacji Dębe Wielkie ośrodek był bombardowany przez niemieckie lotnictwo, bez strat. Osiągając nocnymi marszami 9/10 września Stoczek Łukowski, 10/11 września Łuków, Gołąbek, 11/12 września Radzyń Podlaski, gdzie dołączyła część 6 bpa z kpt. Feliksem Dutkiewiczem. W rejonie wsi Derewiczno 12 września ośrodek był atakowany przez lotnictwo niemieckie, poniesiono niewielkie straty. Następnymi nocnymi marszami osiągnięto Wisznice, Monastyr, Włodawę, Piszczę, Szack i 16 września dotarto do wsi Czerkassy. 17 września w  Czerkassach dołączyła pozostała część 6 bpa pod dowództwem kpt. Józefa Godlewskiego. 19 września po uzyskaniu informacji o zbliżaniu się wojsk sowieckich do Kowla, ppłk Kleiber wydał rozkaz marszu na zachód. W tłumach uciekinierów nastąpiło oddzielenie od ośrodka 6 bpa, która pomaszerowała na Uściług. 20 września OZPA nr 1 dotarł do Lubomla, w mieście osłaniano kolumnę sanitarną i zaopatrzono się w butelki z benzyną do walki z czołgami sowieckimi.
21 września ośrodek przeprawił się przez Bug i doszedł nazajutrz do Chełma, gdzie stacjonował do 25 września. Zakopano część sprzętu na terenie szkoły rolniczej. 25 września ośrodek maszerował w kierunku Rejowca, gdzie stoczył potyczkę z lekkimi czołgami sowieckimi, biorąc wspólnie z 7 bpa 30 jeńców. Artylerzyści pomiarowi przebili się do Woli Korybutowej. 26 września osiągnięto Uścimów Nowy, odpoczywając po walce do 27 września, tu wypłacono wszystkim żołd. 28 września maszerując przez Parczew do Miłkowa połączono się z większą częścią 6 bpa. Nawiązano kontakt z dowództwem Samodzielnej Grupy Operacyjnej „Polesie” i uzyskano rozkaz dołączenia do 50 Dywizji Piechoty „Brzoza”. 30 września najlepsze konie oddano do oddziału konnego kpt. Stanisława Chodonia, który tworzył Kawalerię Dywizyjną. Oddział składał się z dwóch plutonów 1 - pod dowództwem kpt. Feliksa Dutkiewicza i 2 - pod dowództwem kpt. Władysława Sobczaka. Dla jednostek artylerii przekazano część sprzętu pomiarowego. Tego dnia lotnictwo sowieckie atakowało jednostki ośrodka w miejscu postoju. Odmaszerowano do Czemiernik, gdzie w lesie zakopano pozostały sprzęt pomiarowy. Wypłacono dalsze pieniądze, spalono akta i dokumenty. Część szeregowych wcielono do piechoty Ponadto wszyscy oficerowie, podchorążowie i podoficerowie posiadający konie zostali wcieleni do szwadronu przybocznego dowódcy Samodzielnej Grupy Operacyjnej „Polesie”. Z pozostałymi żołnierzami płk Kleiber pomaszerował 2 października do Adamowa do dyspozycji dowódcy 50 DP, następnie do Woli Burzeckiej. 3 października płk Kleiber rozwiązał OZPA nr 1, 6 i 7 bpa, z artylerzystów pomiarowych sformowano dwie kompanie piechoty pod dowództwem: por. Stefana Głogowskiego i por. Władysława Wróbla po ok. 150 żołnierzy każda, obie weszły w skład 50 DP i walczyły do 6 października do dnia kapitulacji SGO „Polesie”.

#### Obsada personalna od 28 IX do 3 X 1939 (częściowa)
Dowództwo:
- dowódca  - ppłk Józef Wincenty Kleiber
- adiutant ośrodka - por. Władysław Wróbel
- kwatermistrz - mjr Witold Grabiński
- oficer ewidencji personalnej - kpt. Jakub Czesław Sobociński
- oficer gospodarczy - kpt. Stanisław Guliński

Oddziały: 
zapasowa bateria pomiarów artylerii
- dowódca - kpt. Stanisław Samborski
  - oficer baterii - ppor. rez. inż. Zbigniew Marian Lech

6 bateria pomiarów artylerii
- dowódca - kpt. Feliks Tadeusz Dutkiewicz
  - oficer zwiadowczy - por. Stefan Głogowski
  - dowódca plutonu wzrokowego - ppor. Mieczysław Lebisz
  - dowódca plutonu dźwiękowego - kpt. Józef Godlewski

7 bateria pomiarów artylerii
- dowódca - kpt. Stanisław Chodań
  - oficer zwiadowczy - por. rez. Bolesław Żak
  - dowódca plutonu dźwiękowego - ppor. rez. Antoni Matusiak
  - dowódca plutonu wzrokowego - por. Michał Pietruszka
  - dowódca plutonu topograficzno-ogniowego - kpt. Władysław Sobczyk

Pododdziały sformowane po rozwiązaniu OZPA nr 1 od 3 X 1939
- dowódca oddziału kawalerii dywizyjnej 50 DP - kpt. Stanisław Chodań
  - dowódca I plutonu - kpt. Feliks Dutkiewicz
  - dowódca II plutonu - kpt. Władysław Sobczyk
- dowódca 1 kompanii strzeleckiej - por. Władysław Wróbel
- dowódca 2 kompanii strzeleckiej - por. Stefan Głogowski